# Згода (старообрядництво)
Згода (рос. согласие, соглас) — група об'єднань віруючих в старообрядництві, що дотримується того чи іншого різновиду обрядової практики. Зазвичай під згодою розуміють велику течію в старообрядництві, на відміну від дрібніших підрозділів — толків, хоча ці окреслення можуть вживатися як синоніми (практика мовного вживання цих слів, як в старообрядницькому середовищі, так і за його межами вкрай суперечлива).

## Приклади
Безпопівські згоди
- Ааронова згода
- Пилипівська згода
- Поморська згода
- Федосіївська згода

Попівські згоди
- Білокриницька згода (РПСЦ)
- Новозибківська згода
- Новоблагословенна згода (єдиновірство)